# Palanqueta

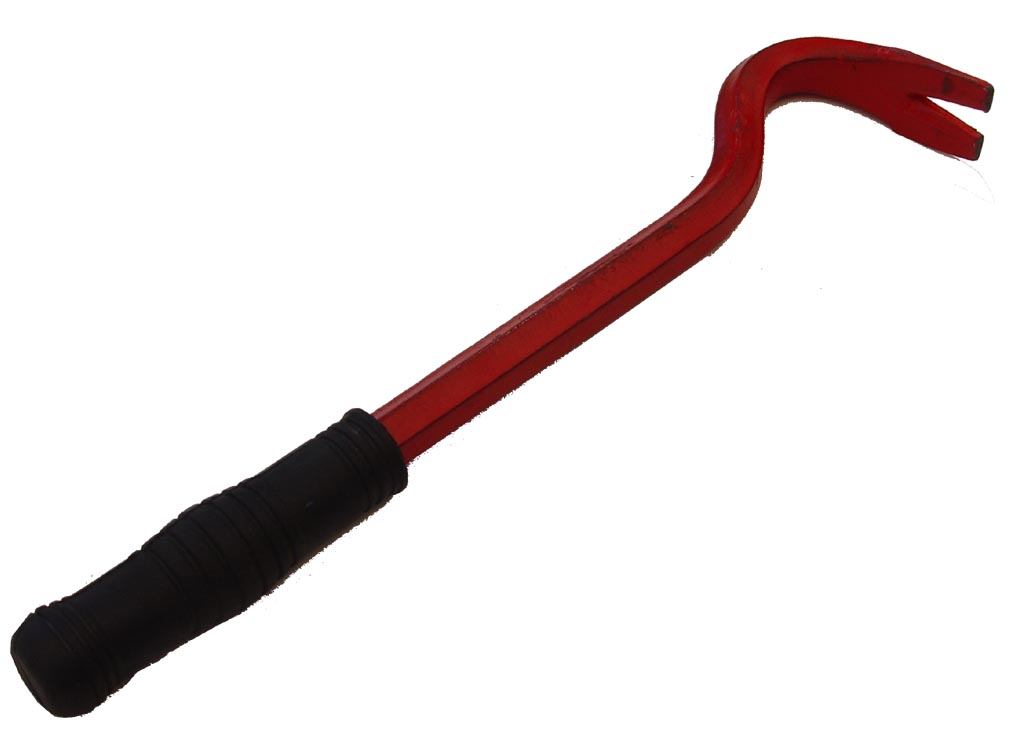
Una palanqueta

Una palanqueta, peu de porc o pota de cabra, és una eina que consta d'una barra de metall corbada en un extrem i de puntes aplanades, que en general du una petita fissura en una o ambdues terminacions per treure claus. S'usa per a fer palanca per separar dos objectes que estan acoblats. Un altre ús habitual és en tasques de demolició.

## Ús corrent

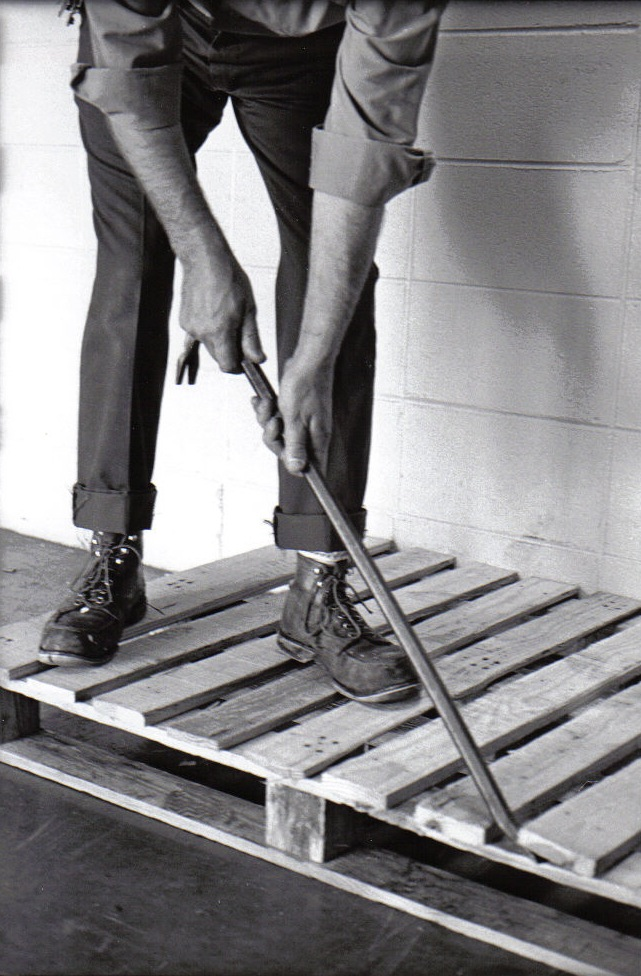
Ús com "palanca obre-caixes"

És polivalent i d'un disseny versàtil i robust, normalment d'una mida molt manejable, encara que el seu ús més comú és treure claus (o puntes), també rep el nom de "palanca obre-caixes", ja que s'empra molt sovint per a obrir comunament caixes i embalatges de fusta tancades amb claus.
És molt popular i àmpliament utilitzada en les obres i fins i tot en molts tallers mecànics. Sovint es confon amb la "perpalina" o perpal petit, ja que és en realitat una variant del perpal recte.
A les obres a part de les tasques de demolició, se l'anomena també "palanca de desencofrar", ja que de vegades s'utilitza per obrir els encofrats i altres vegades com una eina per a la col·locació dels components de la construcció

## Ús en l'artesania
En l'artesania, se'n troben en moltes especialitats, com per exemple els tapissers, els basters i els sabaters, entre d'altres. En aquestes disciplines, en general és molt més petita i té un mànec per manejar-la fàcilment amb una sola mà.
La que fan servir els escultors, és recta, d'acer, acabada amb una dent recta amb un bisell. Aquesta és una eina d'impacte que es colpeja amb un mall (sobretot cal no confondre aquest cas amb una "perpalina", que en aquest camp té la mateixa funció que el peu de cabra i es fa servir com a palanca).

## Fabricació
Es fabrica a partir d'una barra de metall fent-li un extrem corbat amb un tros d'arc que serveix per fer palanca, acabat en una part plana amb una ranura al mig, que permet arrencar claus, mentre que l'altre extrem se li fa un pla corbat amb un angle de 45° a 60°. De vegades n'hi ha fetes de titani, però normalment és de ferro forjat a partir d'un perfil d'acer obtingut per extrusió.